# AGN-201 Costanza

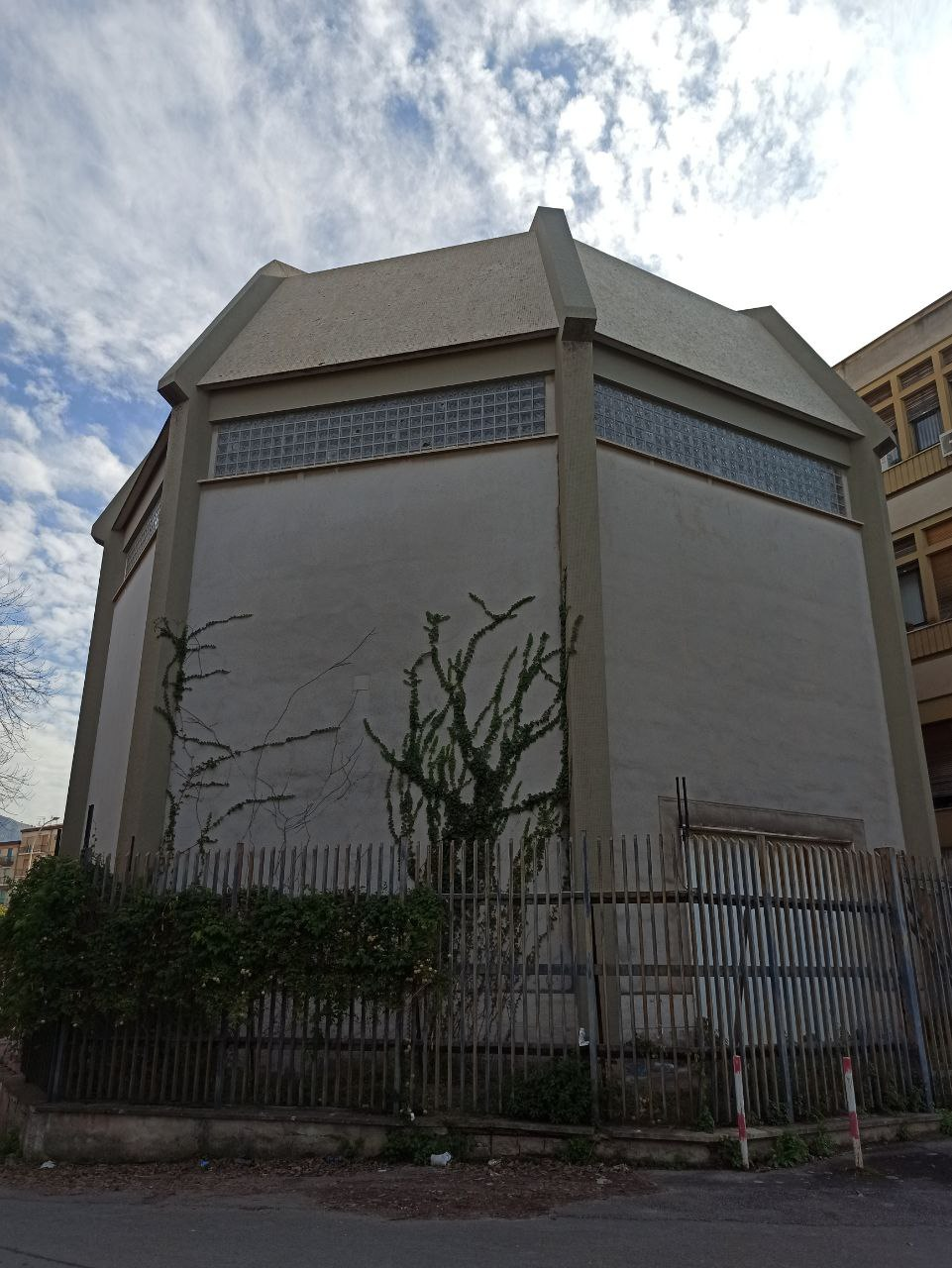
Edificio che contiene il reattore Costanza

AGN-201 Costanza è un reattore nucleare di ricerca a “potenza zero”, che può erogare dai 5 ai 20 watt di potenza, operativo presso il dipartimento di ingegneria dell’università degli studi di Palermo dal 1960, rendendolo uno dei primi reattori nucleari italiani e uno dei pochi ancora attivi nel paese. Il reattore è equipaggiato con schermature, sistemi di sicurezza e dispositivi di controllo. Attualmente è utilizzato per scopi didattici, per la produzione di radioisotopi attraverso l’attivazione neutronica e prove di irraggiamento dei materiali.